# Geher-Länderkampf der Männer und Frauen 1992 Spanien – Deutschland – Australien – Frankreich – Großbritannien – Italien – Schweden
| 1. Leichtathletik-Länderkampf mit deutscher Beteiligung 1992                                                               | 1. Leichtathletik-Länderkampf mit deutscher Beteiligung 1992                 |
| --- | ---------------------------------------------------------------------------- |
| |                                                                              |
| Gehervergleich der Männer und Frauen Spanien – Deutschland – Australien – Frankreich – Großbritannien – Italien – Schweden |                                                                              |
| Austragungsort | A Coruña                                                                     |
| Wettbewerbe | Männer: 2 / Frauen: 1                                                        |
| Datum | 6. Juni                                                                      |
| 1. ITA 2. ESP 3. FRA 4. SWE 5. GER 6. GBR 7. AUS                                                                           | 149 Punkte 136 Punkte 110 Punkte 083 Punkte 081 Punkte 079 Punkte 046 Punkte |
| Chronik |                                                                              |
| ← letzter LK 1991: 00ESP-GER-FRA-GBR 00U23 (M/F)                                                                           | GER-GUS (M/F) →                                                              |

Der erste Vergleich des Länderkampfjahres 1992 bestand in einem Aufeinandertreffen der Geherinnen und Geher unter den sieben Ländern Schweden, Deutschland, Australien, Frankreich, Großbritannien, Italien und Spanien. Schon 1990 (damals noch mit den beiden deutschen Teams aus der DDR und der Bundesrepublik) sowie 1991 hatte es Gehervergleiche dieser Länder gegeben. 1990 hatte die DDR vorne gelegen, die Bundesrepublik war Fünfter geworden. 1991 hatten die Geher aus dem nun gesamtdeutschen Team gesiegt. Im Jahr 1992 war die spanische Stadt A Coruña am 6. Juni Austragungsort.

## Modus
Ausgetragen wurden für die Männer zwei Wettbewerbe auf der Straße, der kürzere über 20, der längere über die bei Länderkämpfen inzwischen übliche Distanz von 35 Kilometern. Die Frauen bestritten einen Wettbewerb über 10 Kilometer.
Je Land und Disziplin konnten vier Geher antreten, von denen die drei Besten in die Wertung kamen. Angaben zur Wertungsform und zu den Ergebnissen der jeweiligen Teilwertungen für Männer und Frauen gibt es leider nicht.

## Ergebnis
Leider findet sich im DLV-Jahrbuch für die Einzelwertungen keine komplette Ergebnisübersicht. Angegeben sind nur die jeweils acht Besten sowie die weiteren Platzierungen der deutschen Teilnehmer.
In beiden Männerwettbewerben lag jeweils ein italienischer Geher vorn, über 35 Kilometer gab es sogar einen italienischen Doppelsieg. Auf beiden Strecken erreichte jeweils ein Spanier das Ziel hinter den besten Italienern. Die schnellsten Deutschen wurden Dritter (20 Kilometer) bzw. Neunter (35 Kilometer).
Bei den Frauen siegte eine Schwedin vor einer Italienerin und einer Australierin. Die beste deutsche Geherin belegte Rang neun.
Die gemeinsame Wertung für Männer und Frauen gewann Italien mit 149 Punkten vor Gastgeber Spanien mit 136 Punkten Frankreich (110 Punkte) wurde Dritter vor Schweden (83 Punkte). Die im Vorjahr noch siegreichen deutschen Geher mussten sich bei 81 Punkten mit Rang fünf zufriedengeben. Dahinter belegten Großbritannien (79 Punkte) und Australien (46 Punkte) die Plätze sechs und sieben.

## Legende
Kurze Übersicht zur Bedeutung der Symbolik – so üblicherweise auch in sonstigen Veröffentlichungen verwendet:
| DSQ | disqualifiziert |

## Resultate Männer

### 20-km-Gehen
| Platz | Athlet              | Land | Zeit (h) |
| ----- | ------------------- | ---- | -------- |
| 1     | Maurizio Damilano   | ITA  | 1:18:54  |
| 2     | Valentí Massana     | ESP  | 1:19:25  |
| 3     | Robert Ihly         | GER  | 1:19:59  |
| 4     | Stefan Johannson    | SWE  | 1:20:35  |
| 5     | Daniel Plaza        | ESP  | 1:20:42  |
| 6     | Thierry Toutain     | FRA  | 1:21:23  |
| 7     | Miguel Ángel Prieto | ESP  | 1:21:26  |
| 8     | Axel Noack          | GER  | 1:21:54  |
| 000…  |                     |      |          |
| 15    | Ralf Weise          | GER  | 1:25:20  |
| 18    | Markus Pauly        | GER  | 1:26:21  |

### 35-km-Gehen
| Platz | Athlet              | Land | Zeit (h) |
| ----- | ------------------- | ---- | -------- |
| 1     | Giovanni Perricelli | ITA  | 2:33:48  |
| 2     | Massimo Quiriconi   | ITA  | 2:35:06  |
| 3     | Jesús Ángel García  | ESP  | 2:36:05  |
| 4     | René Piller         | FRA  | 2:37:57  |
| 5     | Martial Fesselier   | FRA  | 2:37:57  |
| 6     | Martin Rush         | GBR  | 2:38:11  |
| 7     | Chris Maddocks      | GBR  | 2:38:46  |
| 8     | Pietro Fiorini      | ITA  | 2:39:15  |
| 9     | Volkmar Scholz      | GER  | 2:39:46  |
| 000…  |                     |      |          |
| 14    | Thomas Wallstab     | GER  | 2:47:01  |
| 18    | Alfons Schwarz      | GER  | 2:48:47  |
| 20    | Rainer Driesen      | GER  | 2:51:08  |

## Resultat Frauen

### 10-km-Gehen
| Platz | Athletin           | Land  | Zeit (min) |
| ----- | ------------------ | ----- | ---------- |
| 1     | Madelein Svensson  | SWE   | 43:28      |
| 2     | Elisabetta Perrone | ITA   | 44:19      |
| 3     | Gabrielle Blythe   | AUS   | 44:27      |
| 4     | Annarita Sidoti    | ITA   | 45:05      |
| 5     | Emilia Cano        | ESP   | 45:15      |
| 6     | Tina Poitras       | CAN a | 45:35      |
| 7     | Mari Cruz Díaz     | ESP   | 45:44      |
| 8     | Pier Carola Pagani | ITA   | 45:53      |
| 9     | Andrea Brückmann   | GER   | 45:59      |
| 000…  |                    |       |            |
| DSQ   | Simone Thust       | GER   |            |